# 아닌 밤중에 주진우입니다
아닌 밤중에 주진우입니다는 TBS FM에서 방송되는 라디오 프로그램이다. 진행자는 주진우이며, 방송시간은 평일 저녁 8시 6분부터 저녁 8시 57분까지이다. 2022년 12월 30일 자로 3년만에 폐지되었다.

## 제작진
진행 : 주진우
작가 : 남효민
연출 : 김호정

## 코너소개
- 김성훈의 보이스피싱 : 씨네 21 김성훈기자가 본인의 인맥을 활용해 영화계 거목들을 섭외해오는 코너로, 영화계마당발인 김성훈기자의 능력이 돋보이는 코너다.  최민수, 김응수, 권해효, 전석호, 정우성 등 엄청난 배우들은 물론 양우석, 이철하 등 영화 감독들도 출연하고 있다. 코너가 탄생되게 된 계기는 원래 황병국감독과 김성훈 기자가 함께 코너에 섭외되었는데, 생방송 도중 황병국감독이 대형 욕설 사고를 치는 바람에 하차하게 된다.
- 곽문준 : 코너명이 딱히 없어 보인다. 곽문준 경정이 경찰과 관련된 이야기를 하는데, 주제는 다양하다. 프로그램 초반에는 범죄예방에 초점을 맞추었으나 2020년 1월 개편을 시작으로 유영철 특집을 2부작으로 때렸다. 이후에 조폭특집, 경찰의 흑역사 특집, 검찰개혁 특집등 굵직굵직한 아이템을 선보이고 있다. 곽문준 경정은 경찰대 출신의 에이스 경찰관이지만 이곳에서 만큼은 자신이 이병헌이라고 이야기하며 귀여운 척을 한다.
- 아닌밤중에 낭독쇼 : 성우 전해리(오버워치 아테나)가 진행하는 코너인데 성우의 낭랑한 목소리로 이명박 1심판결문을 읽거나 의사파업당시에 히포크라테스 선서를 읽었다.
- 아닌밤중에 현대사 : 이이제이 이박사인 이종우 상지대 교수가 코너지기다. 우리 현대사에 굵직굵직한 사건들을 다루거나 엮는다. 자꾸 독재독재 해서 진짜 독재시절이 얼마나 잔혹했는지 시리즈로 엮어서 방송했다. 학생역할로 다양한 게스트들이 등장하는데 박지희, 최국, 황희두 등이 거쳐갔다.
- 지난주의 기자님상 : 최진봉 성공회대 교수와 개그맨 MC장원이 진행하는 코너로 한주간 보도된 기사들 가운데 가장 웃기거나 말도안되거나 기레기스러운 기사를 골라 그 기사를 쓴 기자에게 상을 준다. 후보작을 발표할때는 트레몰로와 빵빠레가 울리고 시상식때는 웅장한 시상식음악과 함께 언론의 권위자인 최진봉교수가 직접 수상한다. 라디오 프로그램이지만 직접 시상식에서 쓸 수 있도록 상장도 제작한다.
- 순수음악방송 : 보통 피디가 귀찮거나 섭외하다 지쳤을 때 만드는 코너 같은데 사연과 신청곡으로 꾸며진다. 녹음방송인 경우에 종종 활용하는 듯 하다.